# Magistrato ordinario in tirocinio
Il magistrato ordinario in tirocinio (in acronimo MOT, in precedenza uditore giudiziario) nell'ordinamento giudiziario italiano, è un magistrato che, avendo superato il concorso per esami per l'accesso alla magistratura italiana ordinaria, sta svolgendo il tirocinio iniziale previsto dalla legge. 

## Generalità
Ai sensi della riforma Mastella, prima di essere ammessi nel ruolo, i magistrati risultati vincitori del concorso per l'accesso alla magistratura ordinaria devono superare un tirocinio, da svolgersi per 18 mesi presso gli uffici giudiziari, di cui almeno 6 (anche non consecutivi) sotto la guida di magistrati già in ruolo presso la Scuola superiore della magistratura. Il tirocinio è disciplinato, oltre che dalla legge, da un apposito regolamento, approvato con delibera del Consiglio superiore della magistratura.

## Attività
Il tirocinio è retribuito (i magistrati ordinari in tirocinio, infatti, sono dipendenti pubblici a tutti gli effetti), ha una durata di 18 mesi ed è svolto presso gli uffici giudiziari della città sede della Corte d'appello nel cui distretto il magistrato in tirocinio ha residenza. Il decreto legislativo n. 160 del 2006 prevede che tale tirocinio debba essere espletato per almeno 6 mesi presso la Scuola superiore della magistratura.
Nel corso del tirocinio presso gli uffici giudiziari, il magistrato in tirocinio è affidato ad un magistrato in ruolo, che ne cura la formazione teorica, pratica e deontologica. Nelle sessioni presso la Scuola superiore della magistratura vengono svolti corsi di carattere teorico-pratico.
Il tirocinio si divide in due parti. La prima parte, detta di tirocinio ordinario (o generico) si svolge presso tutte le tipologie di uffici giudiziari a cui il magistrato potrebbe essere assegnato al termine del tirocinio (tribunale civile, tribunale penale, procura della Repubblica, tribunale per i minorenni, tribunale di sorveglianza). Al termine del tirocinio generico, vengono individuate la sede e le funzioni che il magistrato in tirocinio svolgerà una volta entrato in ruolo. Dopo tale individuazione inizia la seconda parte del tirocinio, detta tirocinio mirato, che si svolge in un ufficio corrispondente a quello di prima destinazione del magistrato.
Al termine del tirocinio l'idoneità a svolgere funzioni giudiziarie viene valutata dal consiglio giudiziario della competente Corte d'appello e dal Consiglio superiore della magistratura. In caso di esito positivo al magistrato in tirocinio vengono conferite le funzioni giudiziarie ed egli viene assegnato ad un tribunale ordinario (per i magistrati destinati alle funzioni di giudice) o ad una procura della Repubblica (per i magistrati destinati alle funzioni di pubblico ministero). In caso di esito negativo del tirocinio, questo viene prolungato per ulteriori 12 mesi. Un ulteriore esito negativo comporta la cessazione del rapporto di pubblico impiego con il magistrato in tirocinio.